# Santisteban del Puerto
Santisteban del Puerto é um município da Espanha na província de Jaén, comunidade autónoma da Andaluzia, de área 373 km² com população de 4840 habitantes (2005) e densidade populacional de 12,83 hab/km².

## Demografia
| Variação demográfica do município entre 1991 e 2004 | Variação demográfica do município entre 1991 e 2004 | Variação demográfica do município entre 1991 e 2004 | Variação demográfica do município entre 1991 e 2004 |
| --------------------------------------------------- | --------------------------------------------------- | --------------------------------------------------- | --------------------------------------------------- |
| 1991                                                | 1996                                                | 2001                                                | 2004                                                |
| 5019                                                | 5058                                                | 4745                                                | 4787                                                |